# Nöbbele landskommun
Nöbbele landskommun var en tidigare kommun i Kronobergs län.

## Administrativ historik
När 1862 års kommunalförordningar trädde i kraft inrättades i Sverige cirka 2 500 kommuner. Huvuddelen av dessa var landskommuner (baserade på den äldre sockenindelningen), vartill kom 89 städer och åtta köpingar. I Nöbbele socken i Konga härad i Småland inrättades då denna kommun.
Vid kommunreformen 1952 upphörde den genom sammanläggning med Linneryds landskommun.
År 1971 upplöstes Linneryd och delades, varvid Nöbbele församling fördes till Växjö kommun.

## Politik

### Mandatfördelning i valen 1938-1946
| 9 | 8 | 3 |

| 20 |

| 9 | 8 | 3 |

| 20 |

| 9 | 8 | 3 |

| 19 |